# Parafia św. Małgorzaty Antiocheńskiej w Białogrodzie nad Dniestrem
Parafia św. Małgorzaty Antiocheńskiej w Białogrodzie nad Dniestrem – rzymskokatolicka parafia znajdująca się w diecezji odesko-symferopolskiej w dekanacie Białogród nad Dniestrem. Opiekę nad parafią sprawują pallotyni.

## Historia
Chrześcijaństwo obecne jest w mieście już od I w. Tyras mieli odwiedzić dwaj papieże udający się na wygnanie na Krym: św. Klemens I (przełom I i II w) i św. Marcin I (VII w).
W 1880 w mieście mieszkało ok. 50 katolików należących do parafii w Krasnej, w diecezji tyraspolskiej. Parafia św. Małgorzaty Antiocheńskiej w Białogrodzie nad Dniestrem została erygowana po 1880.
Po II wojnie światowej miasto znalazło się w granicach ZSRS. W 1946 komunistyczne władze przebudowały kościół na budynek mieszkalny, którym jest do dzisiaj. Parafia wznowiła działalność w 1999. Msze święte odprawiane są w kaplicy.